# Кепке, Аугустс
А́угустс Ке́пке (латыш. Augusts Kepke, нем. August Köpke; род. 6 января 1886 года в Риге, Российская империя — ум. ?), известный также как А́вгуст Ко́пке  — российский спортсмен-велогонщик.

## Биография, карьера
Родился в 1886 году в Риге. Старший брат Карлиса Кепке. Выступал в составе рижского велоклуба «II Rīgas Riteņbraucēju biedrība».
В 1912 году вместе с братом Карлисом принимал участие в летних Олимпийских играх в Стокгольме, где выступал за сборную Российской империи в шоссейных гонках на дистанции 320 километров (в индивидуальной и командной группах). Призовых мест не занял.
Дальнейшая судьба спортсмена неизвестна.